# 韩玄淑
韩玄淑（韓語：한현숙，1970年3月17日—），韩国前女子手球运动员。她曾代表韩国国家队参加1988年和1992年夏季奥林匹克运动会手球比赛，两届比赛均获得金牌。